# Kasa (sombrero)

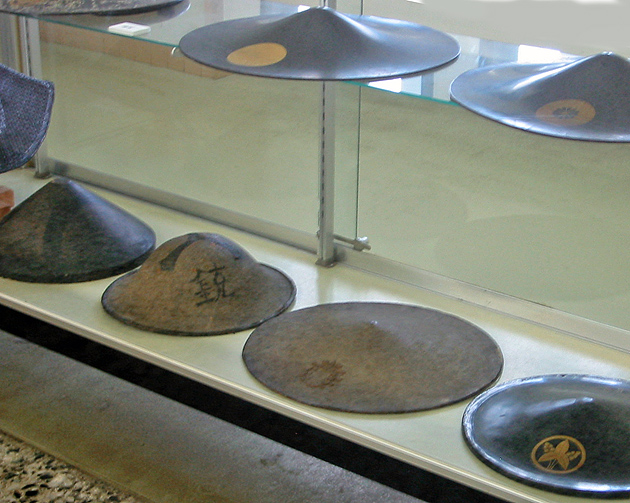
Sombreros kasa del tipo conocido como Jingasa expuestos en el Castillo Gifu.

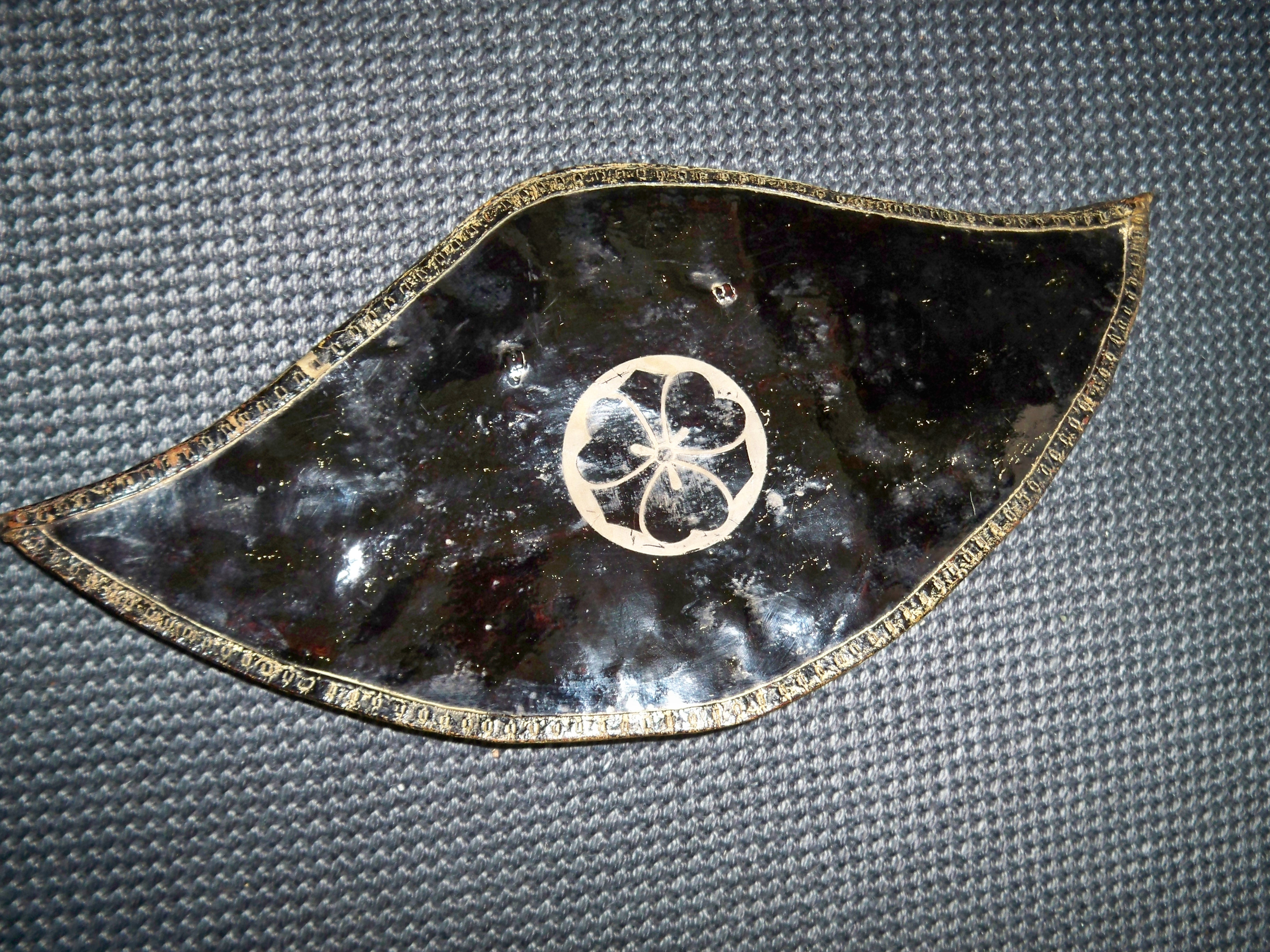
Antiguo jingasa de cuero de samurái en estilo nirayama.

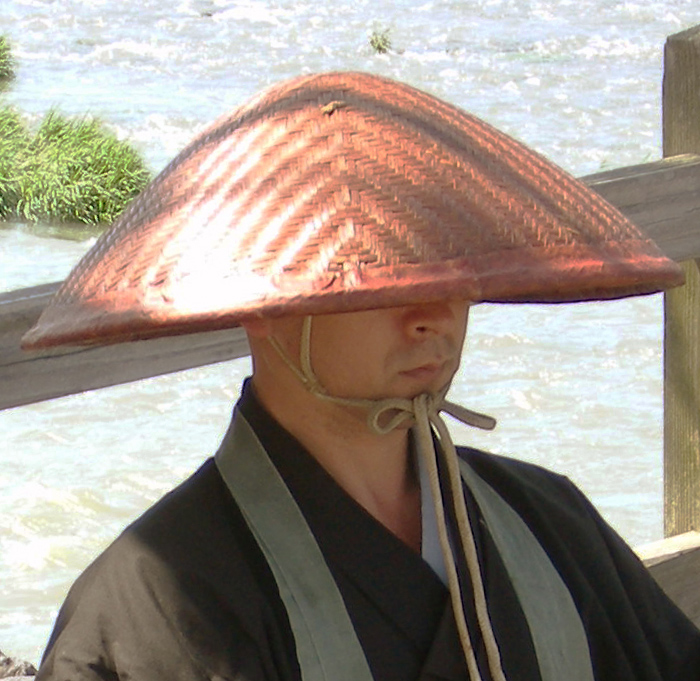
Monje budista llevando un takuhatsugasa.

Un kasa (笠?) es un tipo de sombrero tradicional del Japón. Cuando es precedida por otra palabra que especifica el tipo de sombrero, entonces, la palabra se convierte en gasa como es el caso de jingasa, (sombrero de guerra) (véase rendaku).
Muchos kasas están hechos de bambú, sirviendo también para resguardarse de la lluvia, la nieve o el sol.

## Tipos de kasa
Algunos de los tipos:
- Amigasa (編み笠?): un sombrero de paja tradicionalmente usado en algunas danzas japonesas.
- Fukaamigasa (深編み笠?): un sombrero de mimbre de corona profunda.
- Jingasa (陣笠?): "sombrero de guerra", comúnmente llevado por samuráis y ashigaru (soldado raso). Los samuráis en el Japón feudal, al igual que sus soldados, usaban distintos tipos de jingasa hechos de hierro, cobre, madera, papel, bambú o cuero. Casi siempre llevaba el símbolo de la casa.
- Sandogasa (山道笠?): un sombrero de viaje hecho de bambú amplio y aplanado que ofrecía protección del sol y la lluvia. Extendido su uso por los sando hikyaku, mensajeros que viajaban regularmente entre Edo y Kioto.
- Sugegasa (菅笠?): un sombrero de mimbre hecho de junco.
- Torioigasa (鳥追笠?): un sombrero plegado en forma de V invertida, utilizado sobre todo en los bailes tradicionales japoneses.
- Takuhatsugasa (托鉢笠?): un sombrero hecho de paja de arroz en forma de bol o champiñón usado por monjes budistas mendicantes. No llega a ser como los sombreros cónicos de los recolectores de arroz, ni tan alto como los sombreros de viaje de los samuráis, sino que cubre la mitad superior a dos tercios de la cara, ayudando así al monje a ocultar su identidad y viajar sin distracciones.
- Yagyūgasa (柳生笠?): el símbolo familiar del clan Yagyū, no un tipo real de kasa.
- Roningasa (浪人笠?): un amigasa cónico de copa plana, comúmnente utilizado por rōnin.
- Ajirogasa (網代笠?): un sombrero de mimbre hecho de bambú o madera laminada.